# Croisement dénivelé
Un croisement dénivelé est un carrefour présentant une séparation des niveaux de circulation, comme dans un échangeur autoroutier.

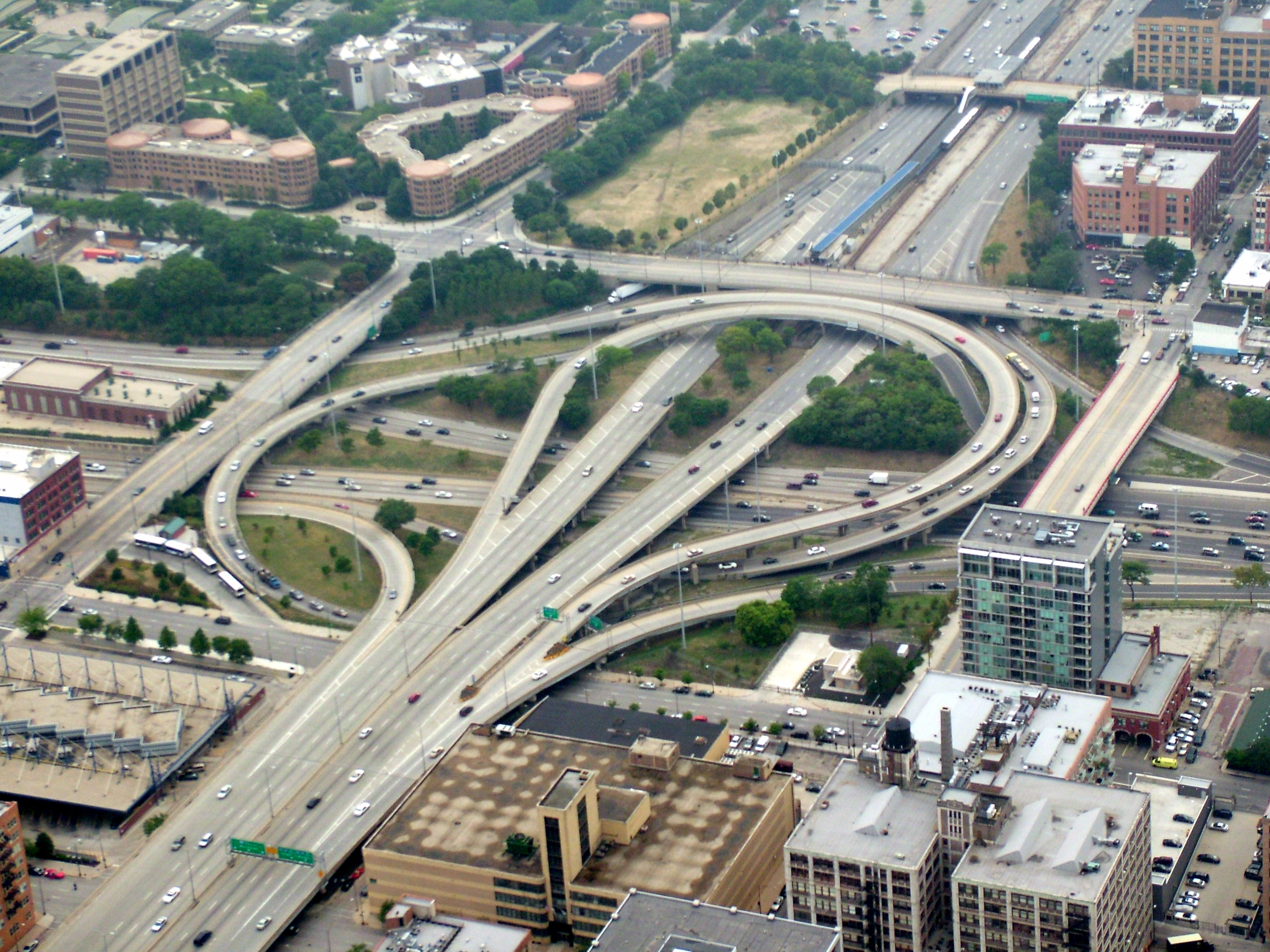
Un exemple de croisement dénivelé à Chicago.

## Caractéristiques

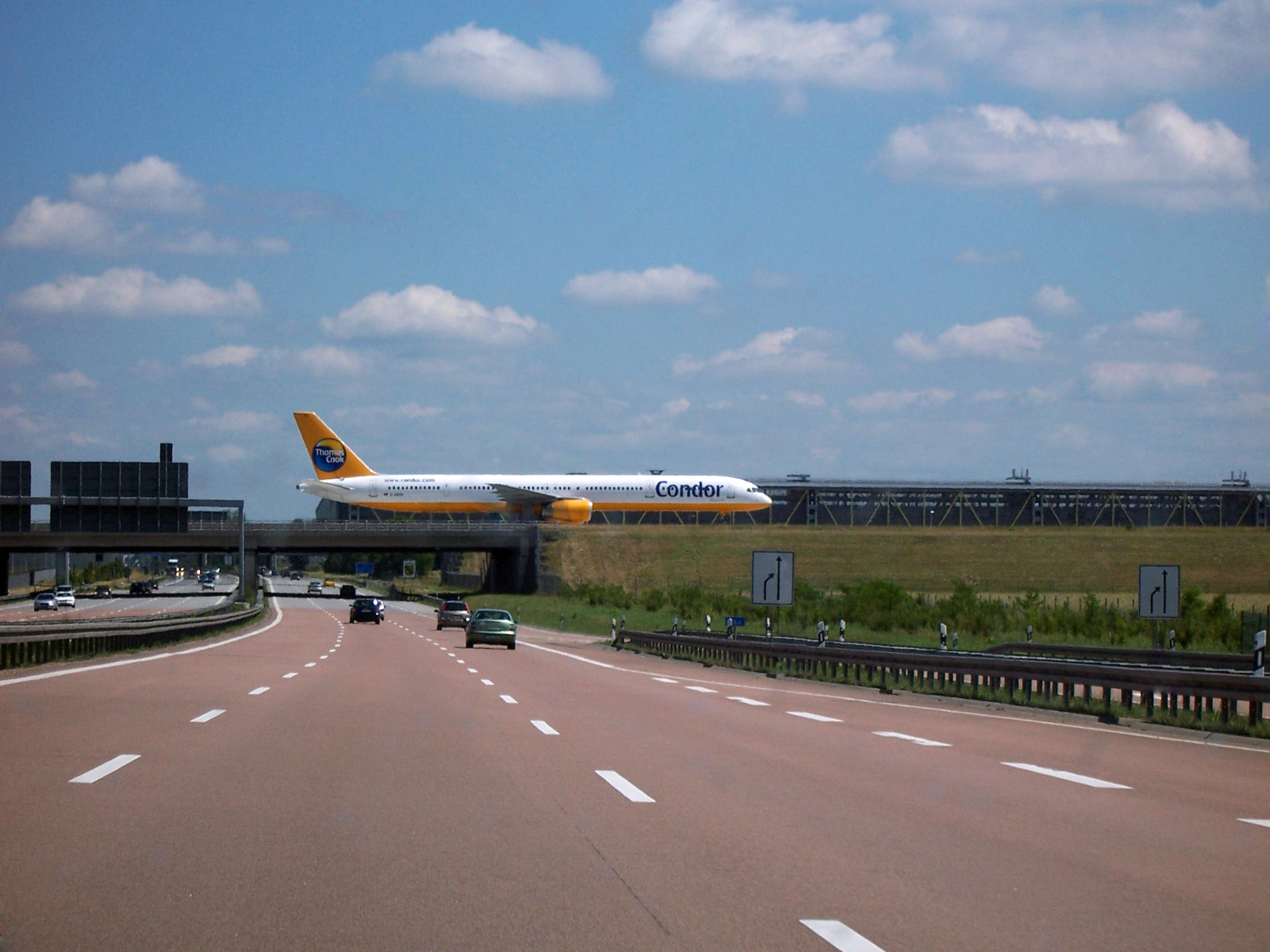
Un avion sur une voie de circulation au-dessus de l'autoroute à l'aéroport de Leipzig/Halle.

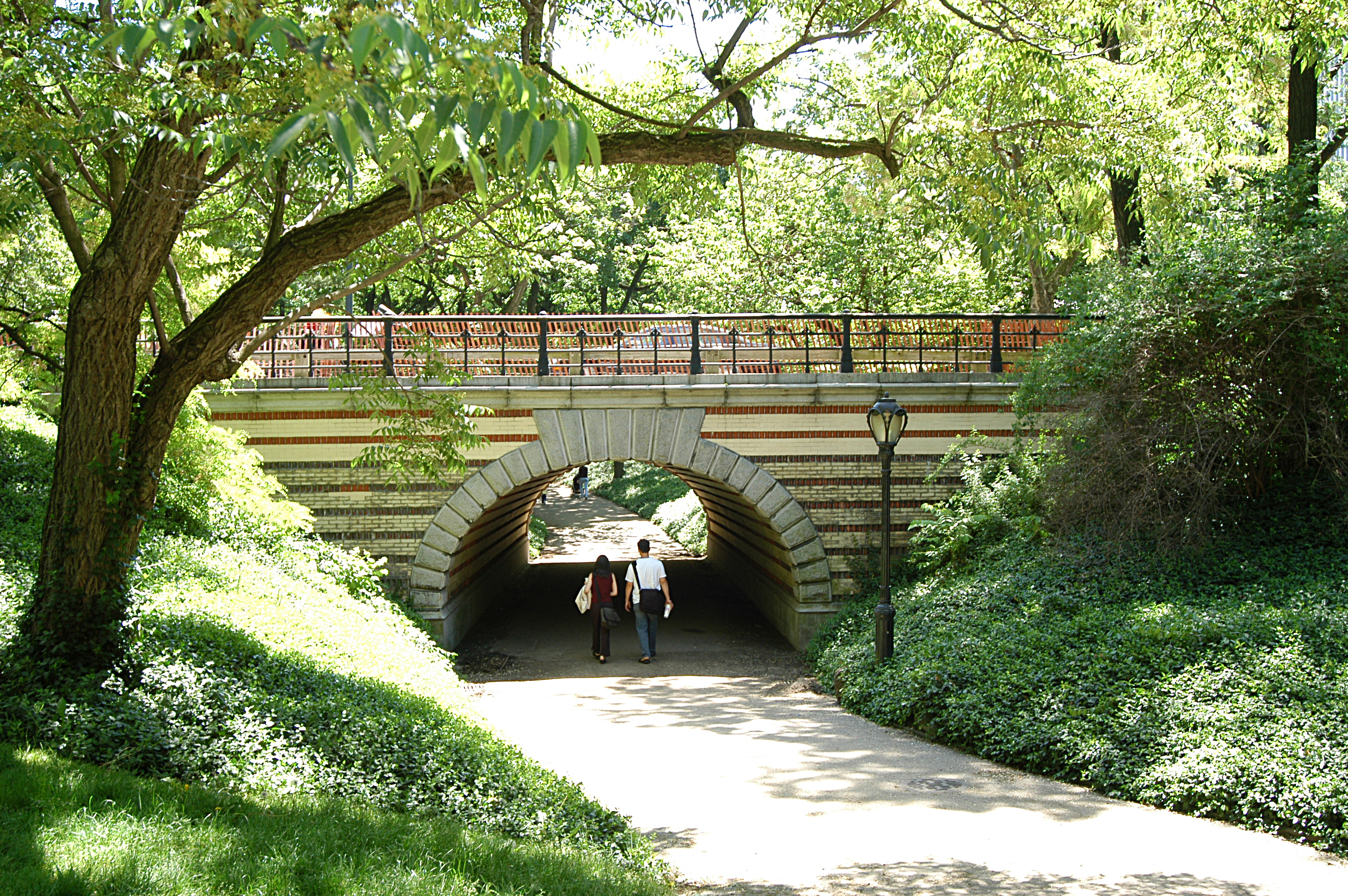
Croisement dénivelé dans Central Park à New York.

Le croisement dénivelé s'emploie dans diverses infrastructures de transport, il peut s'agir d'un carrefour de routes, de sentiers, de  voies ferrées, de canaux, de pistes d'aéroport, etc. Des ponts ou des tunnels sont construits au carrefour pour obtenir le dénivelé nécessaire.
Le principe du croisement dénivelé est que la circulation reste libre en permanence sur chaque voie de l'intersection.
Le trafic circulant librement, avec peu d'interruptions et plus rapidement, la vitesse maximale autorisée sur route est généralement plus élevée sur les routes à niveaux séparés que sur les routes se croisant de niveau. De plus la simplicité des manœuvres réduit en principe le risque d'accident. Toutefois la vitesse autorisée plus élevée sur les routes dénivelées peut réduire la sécurité dans les faits ainsi que le sentiment de sécurité perçu.
Les carrefours routiers dénivelés ont comme inconvénients principaux
- d'être gourmands en surface au sol,
- d'être compliqués et coûteux à construire,
- de présenter une hauteur qui peut être gênante pour le voisinage.

En construction ferroviaire, la séparation de niveau consiste d'abord à éviter tout passage à niveau (rail-route) ce qui améliore considérablement la sécurité. La Great Central Main Line, construite entre 1896 et 1899, a été le premier chemin de fer entièrement dénivelé de ce type au Royaume-Uni.
Le croisement dénivelé rail-sur-rail, appelé saut-de-mouton, occupe moins d'espace que son équivalent routier car les accotements ne sont pas nécessaires et parce qu'il n'y a généralement pas de liaisons latérales à accueillir. Il demande cependant des efforts d'ingénierie importants et une construction longue et coûteuse.
Les itinéraires piétonniers et cyclables dénivelés ne nécessitent souvent qu'un espace modeste. La présence de rampes ou d'escaliers posant des problèmes d'accessibilité, il est parfois nécessaire d’installer des ascenseurs.

## Galerie

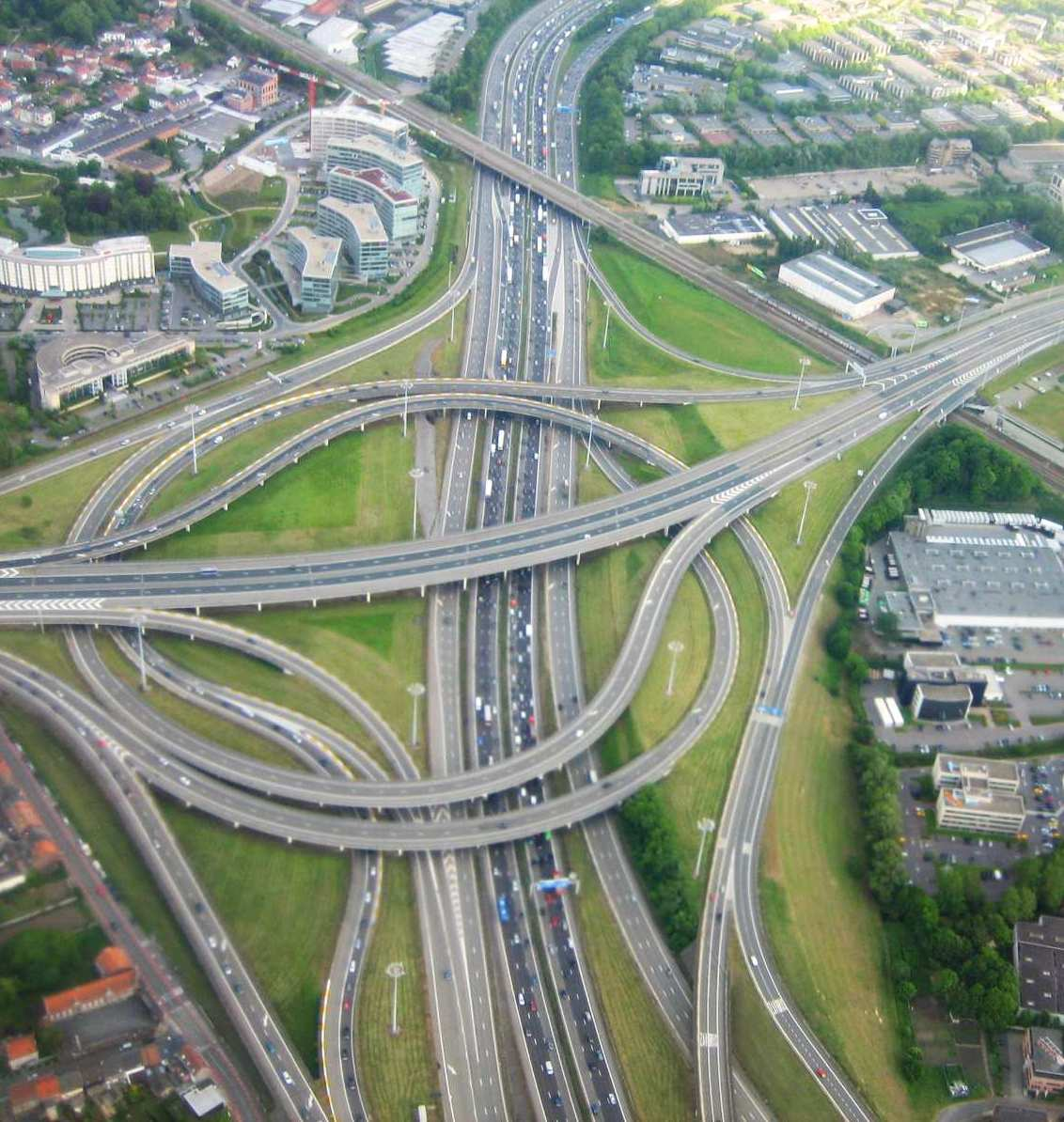
Échangeur en turbine de Zaventem entre  et .
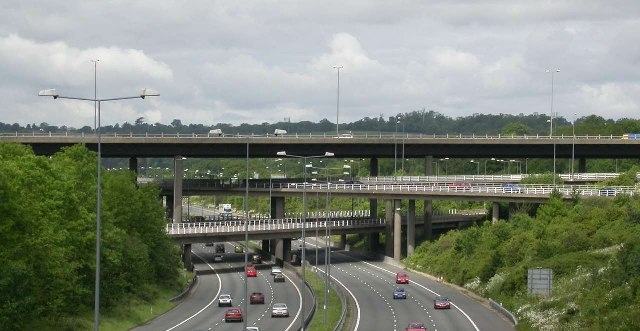
Échangeur à 4 niveaux entre M25 et M23 au Royaume-Uni.
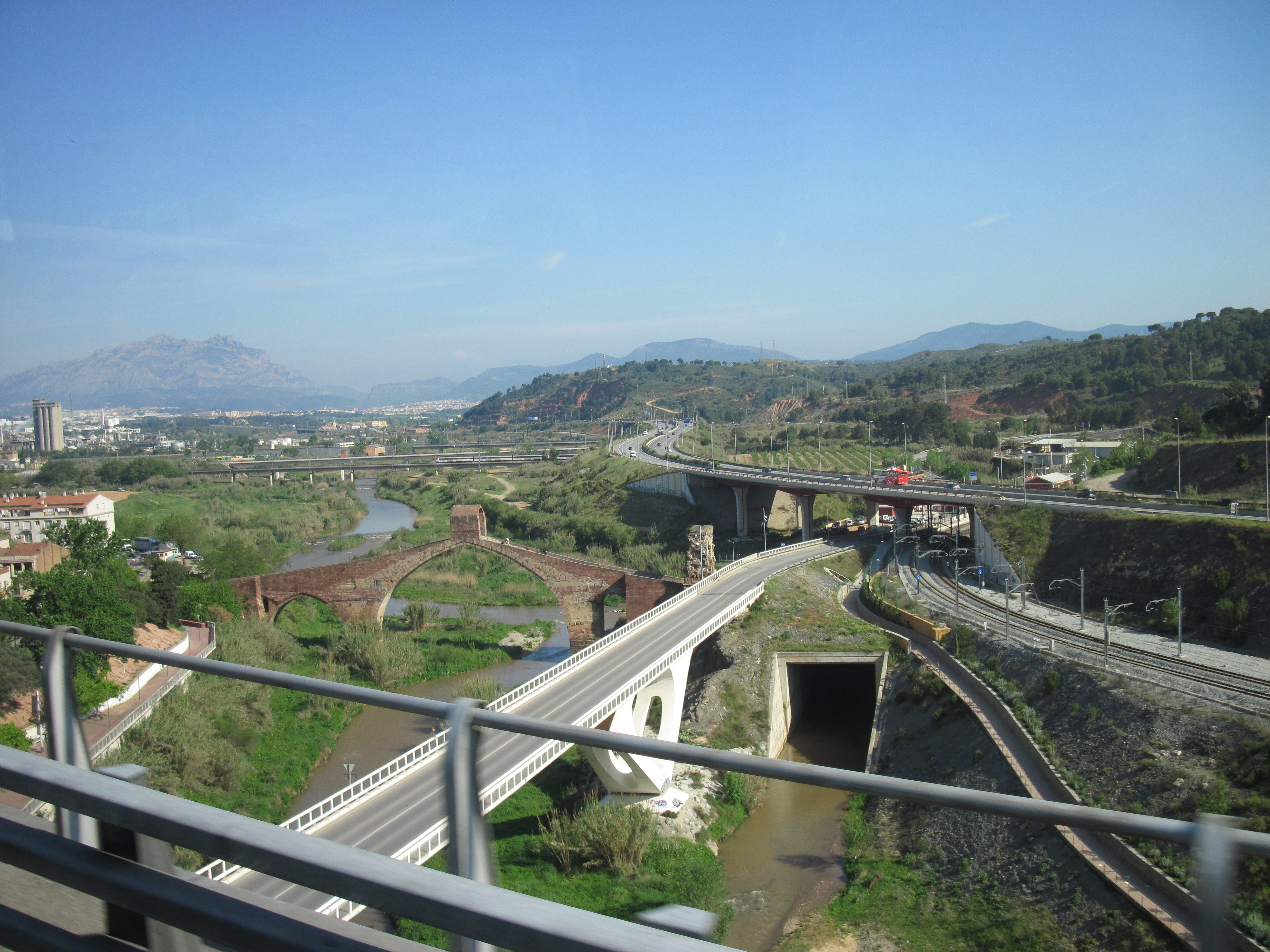
Sept niveaux de viaducs en Espagne près de Barcelone.
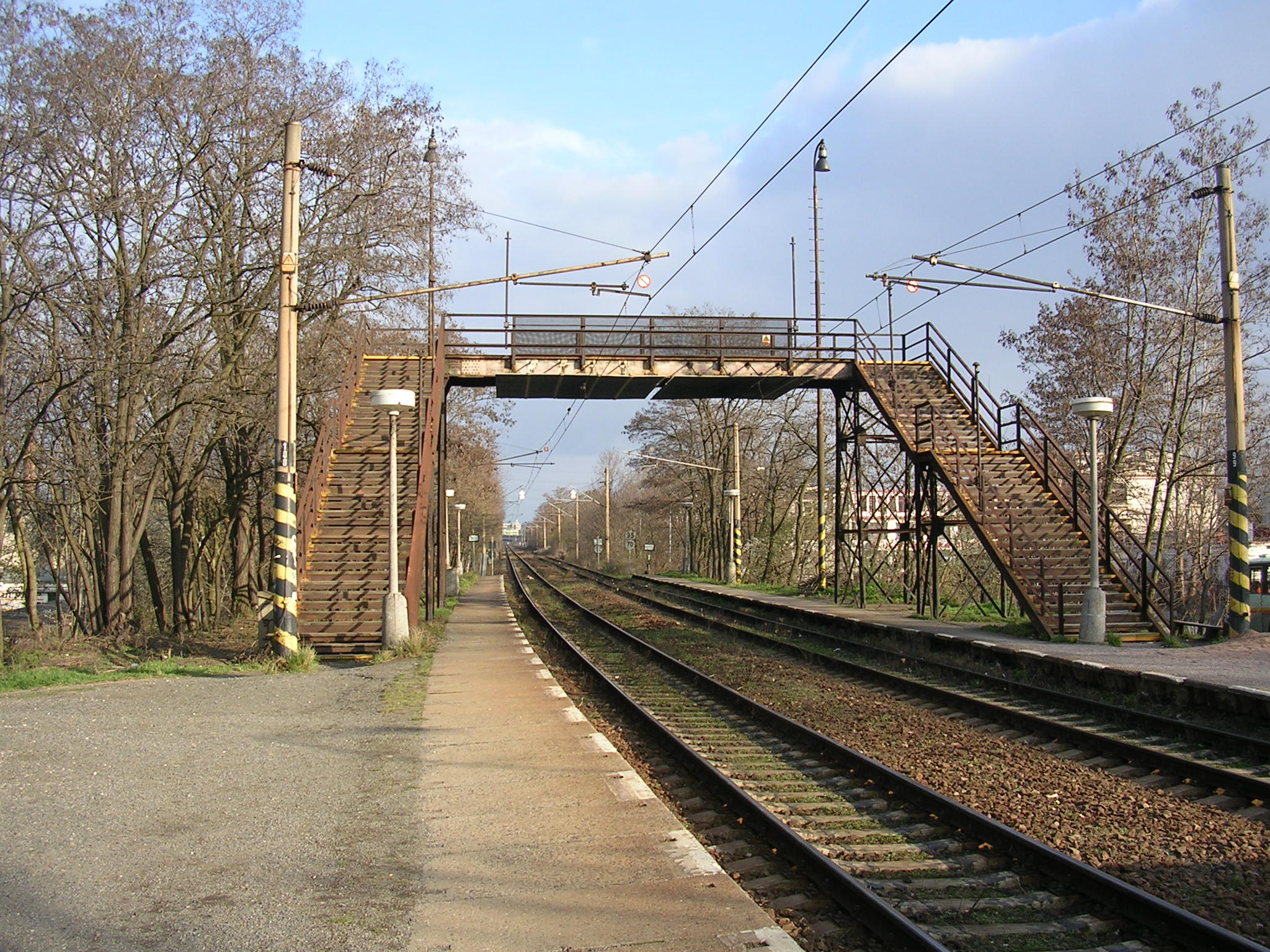
Passerelle piétonne au-dessus de voies ferrées.